# Ein König in New York
Ein König in New York (Originaltitel: A King in New York) ist ein britischer Spielfilm von Charlie Chaplin aus dem Jahr 1957.

## Handlung
König Shadov von Estrovien muss nach einer Revolution in seinem Heimatland nach New York flüchten. Er ist zunächst von den Annehmlichkeiten seines neuen Lebens im Exil angetan, zeigt sich aber zunehmend irritiert von den Auswüchsen der modernen Zivilisation. Da sein Premierminister mit dem Staatsschatz nach Südamerika geflohen ist, muss er nach einiger Zeit, um seine Hotelrechnung bezahlen zu können, Geld verdienen. Seine Pläne für die friedliche Nutzung von Atomenergie finden aber kein Gehör. So muss er trotz innerer Abneigung im Werbefernsehen auftreten und wird durch seine Bekanntschaft mit der schönen, aber durchtriebenen Fernsehansagerin Anne Kay unfreiwillig zum Medienstar.
Bei einem Besuch in einer Schule lernt er den aufmüpfigen, anarchistischen Schüler Rupert kennen. Seine Eltern wurden als Kommunisten inhaftiert. Als der Junge später in der Hotelsuite von König Shadov gefunden wird, wird auch der Monarch von der Kommunistenhatz erfasst und muss vor einem Untersuchungsausschuss aussagen. Aufgrund einiger Missgeschicke spritzt er am Ende seiner Befragung die Ausschussmitglieder mit einem Feuerwehrschlauch nass, wird aber von den Vorwürfen freigesprochen. Der König versöhnt sich im Park mit seiner Frau, welche sich zwischenzeitlich von ihm getrennt hatte. Rupert wird inzwischen von den Autoritäten dazu gebracht, die Namen der Freunde seiner Eltern zu nennen, dafür kommen schließlich seine Eltern aus dem Gefängnis. Während Rupert als Beispiel eines Patrioten gefeiert wird, erzählt Shadov dem Jungen, dass die Jagd auf Kommunisten nur ein kurzzeitiger Blödsinn sei. Schließlich reist König Shadov desillusioniert nach Paris ab. Er bietet dem Jungen an, mitzukommen.

## Synchronisation
Die deutsche Fassung entstand 1976.
| Darsteller      | Rolle                     | Synchronsprecher      |
| --------------- | ------------------------- | --------------------- |
| Charles Chaplin | König Shadov              | Franz Otto Krüger     |
| Dawn Addams     | Anne Kay                  | Almut Eggert          |
| Oliver Johnston | Botschafter Jaume         | Siegfried Schürenberg |
| Maxine Audley   | Königin Irène             | Inken Sommer          |
| Michael Chaplin | Rupert Macabee            | Oliver Rohrbeck       |
| John McLaren    | Mr. Macabee               | n.n.                  |
| Jerry Desmonde  | Premierminister Voudel    | Joachim Nottke        |
| Sidney James    | Werbemann Johnson         | Eric Vaessen          |
| Joan Ingram     | Mona Cromwell             | Inge Wolffberg        |
| Harry Green     | Shadovs Anwalt            | Gerd Duwner           |
| Robert Arden    | Liftjunge                 | Manfred Lehmann       |
| Phil Brown      | Schulleiter               | Christian Rode        |
| Alan Gifford    | Superintendent der Schule | Christian Rode        |
| Robert Cawdron  | U.S. Marshal              | Otto Czarski          |

## Kontext
Der Film ist Chaplins Abrechnung mit der McCarthy-Ära in den USA der 1950er Jahre und der damit verbundenen Kommunistenjagd. Er selbst wurde während des Kalten Krieges als Kommunist bezichtigt, ihm wurde deshalb 1952 die Wiedereinreise in die Vereinigten Staaten verwehrt. Chaplin produzierte diesen Film in England und kehrte nur noch einmal 1972 für die Verleihung des Ehrenoscars in die USA zurück. In weiteren Szenen nimmt Chaplin den grenzenlosen Medienkommerz, insbesondere im noch jungen Medium Fernsehen, satirisch aufs Korn.
Die Erstaufführung in den Vereinigten Staaten fand erst 1973 statt, in der Bundesrepublik Deutschland sogar erst 1976.

## Kritiken
„Charles Chaplin rechnet mit dieser autobiografisch gestimmten Komödie schonungslos mit den USA der McCarthy-Ära ab.“